# 료카와촌
료카와촌(両川村)은 니가타현 나카칸바라군에 있던 촌이다. 1957년 5월 3일에 합병에 의해 소멸해, 현재의 니가타시 고난구에 해당한다.
아래의 설명은 합병 직전 당시의 구 료카와촌에 대한 설명이며, 현재는 명칭 등이 다를 수 있다. 또한 여기에 기술되지 않은 내용에 대해서는 니가타시 등의 기사를 참조.  

## 역사
- 1901년 11월 1일 - 나카칸바라군 료카와촌이 성립하였다.
- 1957년 5월 3일 - 니가타시에 편입해 료카와촌은 소멸하였다.

## 참고문헌
- 角川日本地名大辞典 編纂委員会『角川日本地名大辞典 15 新潟県』(株)角川書店、1989年10月8日。ISBN 4-04-001150-3。
- 『新潟市史 通史編3 近代』新潟市、1996年3月22日。